# Jean Huvier du Mée
Jean Huvier, seigneur du Mée, de Maricorne et de Rouville, est un agronome français né le 30 décembre 1722 à Coulommiers et décédé le 12 février 1791 à Coulommiers.

## Biographie
Jean Huvier est le fils de Charles-Antoine Huvier, écuyer, avocat au Parlement de Paris et en Sorbonne, conseiller du roi, bailli et président de l'assemblée municipale de Coulommiers, subdélégué de l'Intendance de Paris, fondé de procuration du duc Marie-Charles-Louis d'Albert de Luynes. Il est le cousin germain de la mère de Guillaume-Benoît Houdet.
Après ses études, Huvier devient lieutenant des eaux et forêts de la maîtrise particulière de Coulommiers en 1743, avant d'être reçu avocat au Parlement de Paris l'année suivante.
Bailli de Coulommiers de 1748 à 1790, dont il sera le dernier, il en devient maire en 1750. Il établit des Ateliers de charité dans les environs de Coulommiers pour les journaliers sans travail.
Il occupe par ailleurs les fonctions de subdélégué de l'Intendance de Paris à partir de 1754, ainsi que celles de conseiller et procureur du roi en l'élection de Coulommiers en 1766.
En 1787, il devient procureur-syndic du département de Rozay-en-Brie, puis, en 1790, commissaire du roi près le tribunal du district de Rozay séant à Coulommiers.
Se consacrant à des travaux agronomes, il collabore notamment au Journal de Paris et est admis comme membre correspondant de la Société royale d'Agriculture en 1787.
Le célèbre agronome Arthur Young s'arrêta chez lui lors de ses voyages en France, qui à cette occasion lui remis une lettre.
Il est le commanditaire en 1750 du jardin remarquable, connu sous le nom de « Jardin de la maison du Bailli Huvier », à Coulommiers, inscrit à l'inventaire supplémentaire des monuments historiques depuis le 7 août 1941.
Il avait épousé Elisabeth Hébert (1753-1825)  fille de Pierre-Nicolas Hébert (1691-1766), avocat au parlement de Paris, valet de garde-robe du roi Louis XV et historien de la ville de Coulommiers, et d'Anne-Françoise Saulsoy, et sœur de Pierre-Denis Hébert (1723-1788), correspondant de Buffon.
Ils seront les parents de :
- Pierre-Marie-François Huvier des Fontenelles (1757 - 1823),
- Antoine-Fare Huvier (1755 - 1836), capitaine au pont royal, corps du génie et chevalier de Saint-Louis, marié à Anne-Sophie Gaudefroy,
- Elisabeth Huvier (1753-1825), mariée à Étienne-Thomas Ogier de Baulny (1747-1794), mousquetaire du roi mort guillotiné, 
- Perette Huvier (1757-1816), mariée à Jean-Baptiste Saisy, avocat en parlement, subdélégué général de l'intendance de Bourgogne et membre de l'Académie des sciences, arts et belles-lettres de Dijon.

## Travaux
- Procédé pour se procurer une haie ou charmille impénétrables. 1786
- Manière d'employer Ie bois avec économie.1787
- Forme des pieux, potences ou pilotis qui résistent plus longtems au courant des eaux. 1788